# 타티야나 리센코
타티야나 빅토로프나 리센코(러시아어: Татьяна Викторовна Лысенко, 1983년 10월 9일 ~ )는 러시아의 육상 선수이다.

## 경력
리센코의 첫 세계 기록은 77.06m였고, 2005년 7월 15일에 모스크바에서 미하엘라 멜린테의 기록을 0.99m 상회했다. 2006년 6월 12일에 그녀는 툴라 러시아 육상 선수권 대회에서 77.26m의 거리로 해머를 던진 굴피야 하나페예바에게 졌다. 그러나 리센코는 6월 24일에 주코프스키에서 77.41m의 거리로 해머를 던졌고, 8월 15일에 에스토니아 탈린에서 77.80m의 거리로 해머를 던졌다. 2007년 7월 21일에, 그녀는 여성 호르몬 차단제에 대한 양성 반응으로 약물 검사에 실패했다고 보고되었다. 2008년에 그녀는 6α-메틸란드로스텐디온을 사용해서 유죄 판결을 받았으며 2년 동안의 선수 자격 정지 징계를 받았다.
리센코는 2009년 7월에 대회로 복귀했고, 러시아 선수권 대회에서 76.41m의 거리로 우승했다. 그녀는 2011년 세계 선수권 대회에서 우승했으며, 상위 3명의 여자 선수가 모두 75m를 넘었다. 그녀는 2012년 런던 올림픽에서 78.18m의 거리로 해머를 던져서 해머던지기 금메달을 획득했다.
2016년 5월 가제타 델로 스포르트는 런던 올림픽으로부터 리센코의 샘플 재테스트가 그녀의 3번째 실패로 도핑이 실증되었다는 것을 보고하였다. 그리하여 그녀는 올림픽과 두번째 세계 타이틀을 박탈당하였고 스포츠로부터 평생 금지를 당하였다.

## 참조
1. ↑  도핑 위반